# (K)einen Ton sagen
(K)einen Ton sagen – Missbrauch in Nord- und Südtirol (Originaltitel: (Don't) Breathe a Word) ist ein italienischer Dokumentarfilm unter der Regie von Georg Lembergh aus dem Jahr 2024. Der Film feierte im November 2024 seine Premiere in Bozen, im Mai 2025 folgte beim DOK.fest München 2025 die deutsche Premiere in der Wettbewerbsreihe Empowered.

## Handlung
Der Film gibt vier Frauen aus Nord- und Südtirol, die in unterschiedlichem Lebensalter und in verschiedenen sozialen Räumen Opfer von sexuellem Missbrauch durch Männer wurden, den Raum, von den lebensverändernden Taten und deren Bewältigung zu erzählen.
Damaris, mehrfache Mutter, wird von einem Bekannten der Familie unter einem Vorwand in ein leeres Zimmer ihres Hauses gelockt und vergewaltigt, während ihr Lebenspartner mit Weidetieren auf der Alp ist. Sie wehrt sich heftig gegen den Übergriff, den sie als lebensbedrohend beschreibt. Doch erst nach der Tat gelingt es ihr, das Licht anzuschalten und sie kann sich befreien. Nach der Tat ruft sie ihren Mann an. Er stellt den Täter zur Rede und wiegelt Damaris' Vorwurf ab - es gebe zwei Versionen des Geschehens. Bei einem Treffen der drei versucht der Täter zu erreichen, dass Damaris ihren Frieden mit dem Vorfall macht, was sie aber nicht tut. Damaris erleidet durch die Tat einen Zusammenbruch und empfindet sich danach als andere Person. Als sie sich entschließt, den Täter anzuzeigen, wird sie auf der Polizei einem endlos scheinenden bürokratischen Prozess ausgesetzt und bei Nachfragen immer wieder vertröstet. Immer wieder fühlt sie sich hilflos und denkt ans Aufgeben, doch ihr ältester Sohn sagt ihr: „Wenn du jetzt aufhörst zu kämpfen, dann verrätst du alle deine Werte und bist nicht mehr meine Mama.“ 
Sie nimmt sich einen Anwalt und die Gegenseite schlägt einen Vergleich vor. Diesen will Damaris nicht annehmen, um den Täter nicht  zu entlasten, doch schlägt ihr Anwalt vor, einen eigenen Vergleich zu formulieren, da ein Ausgang des Prozesses wegen Mangel an Beweisen ungewiss und die Tat von Verjährung bedroht sei. Im Vergleich wird ein schriftliches Geständnis und eine Entschuldigung formuliert, ein Näherungsverbot anerkannt und Finanzielles geregelt. Am Ende sagt Damaris über sich: „Ich hatte einfach Glück, dass ich nicht zerbrochen bin.“
Die ehemalige Skirennläuferin Nicola Spieß wurde im Alter von 16 Jahren unter Alkoholeinfluss im Trainingslager von einem Kollegen vergewaltigt. In der Szene waren sexuelle Übergriffe an weiblichen Nachwuchssportlerinnen ein offenes Geheimnis, was aber nie an die Öffentlichkeit gelangte. Nach der Tat stand Nicola Spieß unter Schock, doch mit fast 60 Jahren brach sie nach dem Weinstein-Skandal und der Outing-Initiative #MeToo in einem Interview in der Zeitung Der Standard vom 20. November 2017 ihr Schweigen. Im Film schildert sie die verschiedenen Stadien ihres Umgangs mit dem Missbrauch, von Verdrängung über Wut bis zu dem befreienden Gefühl, alles bei der Staatsanwaltschaft zu Protokoll zu geben. In der Branche galt Nicola nach der Offenlegung als Nestbeschmutzerin und war in Lokalen nicht mehr gern gesehen. Von Funktionären des Skiverbandes wurde sie geschnitten, weil sie den für Österreichs Tourismus wichtigen Skisport in Misskredit gebracht habe. Ihre Antwort darauf war die Gründung einer Plattform für Opfer sexueller Gewalt im Sport.     
Manuela Kemper war vor der Schulzeit ein fröhliches Mädchen. Ab der ersten Klasse wurde sie im Religionsunterricht und vor der Frühmesse sexuellen Übergriffen des Dekans des Dekanats Fügen-Jenbach Josef Patscheider ausgesetzt, wofür sie von diesem Süßigkeiten erhielt. Diese sich steigernden Grenzverletzungen fanden zum Teil vor den Augen der Klasse statt, wurden aber nie thematisiert. Manuelas Erzählungen wurden nicht ernst genommen. Erst 1986 meldeten sich weitere Opfer beim Direktor der Schule, der die Berichte weitergab. In einem Gespräch bedankt sich Manuela dafür. Das Handelns des Direktors führte zur Beurlaubung und letztlich Verurteilung des Täters. Es bedeutet der jungen Frau viel, dass die Protokolle zeigen, dass sie die Wahrheit gesagt hat. Heute gestaltet Manuela einen Podcast.
Alexia war in ihrer Kindheit häufig mit ihrer Familie auf einem Bauernhof in Ferien. Es gab bereits Gerüchte über das Verhalten des Nachbarnbauern, als dieser Alexia im Stall im Intimbereich berührte und sie zu Berührungen an seinem Penis zwang. Die Bäuerin war ebenfalls im Stall und bemerkte das Geschehen, griff jedoch nicht ein und zog sich zurück. Der Täter drohte, Alexias Familie zu töten, falls sie nicht schweigen würde. Der Film zeigt Alexia häufig beim Schwimmen, da sie sich nach der Tat schmutzig fühlte und immer noch ein großes Bedürfnis nach Sauberkeit hat. Ihr Bedürfnis nach Berührungen lebt sie mit Haustieren aus. Ihr Partner respektiert, dass Alexia asexuell ist und ihr körperliche Nähe zu Menschen noch immer nicht möglich ist. Zeitweise hatte sie Todessehnsucht und entwickelte ohne körperliche Anzeichen von Symptomen Ängste vor tödlichen Krankheiten. 2016 erhielt sie eine Krebsdiagnose. Alexia befindet sich seit langem in Psychotherapie, doch wurde dort nie nach einem möglichen sexuellen Missbrauch gefragt. Sie hegt den Wunsch, eines Tages die körperliche Nähe von Menschen vertragen und vielleicht sogar genießen zu können.                      

## Filmstruktur
Der Film beginnt mit kurzen Sätzen der vier Protagonistinnen aus dem Off zu dem von ihnen erlittenen Missbrauch, die fast alle das Schweigen von Umfeld und Opfern über die Tat thematisieren. Parallel wird für jede Frau ein charakteristischer Ort gezeigt, der mit den Taten in Verbindung steht: eine sommerliche Almlandschaft für Damaris, ein verfallender Bauernhof für Alexia, verschneite Berge für Nicola und das Innere einer katholischen Kirche für Manuela. Bilder von diesen Orten werden im Weiteren als Strukturelemente eingesetzt, die mit ruhiger Musikbegleitung die Erzählungen der Frauen voneinander trennen. Die Kamera nimmt zunächst abwechselnd die Frauen ins Bild, während diese ihr Leben bis zu den Taten schildern. In einem nächsten Block geht es um die Taten selbst. Darauf folgt die Beschreibung der Reaktionen der Frauen: ihre Innenwelt, aber auch die Schritte nach außen und die Konfrontation von Tätern, Umfeld und Öffentlichkeit mit den Übergriffen. In einem letzten Abschnitt geht es um die Bewältigung, die in die Gegenwart mündet. Der Film endet mit Statements der Frauen, die zeigen, dass sie an ihrem Leid nicht zerbrochen sind.  
Mit Kirche, Sport und persönlichem Umfeld der Opfer wurden charakteristische Bereiche ausgewählt, in denen sexueller Missbrauch typischerweise stattfindet. Den Tätern wird nur ein Minimum an Raum gegeben, doch wird deutlich, dass Opfer und Täter sich in allen Fällen kannten. Alle Frauen sprechen von der Mauer des Schweigens um sie und von dem völlig unbegründeten Gefühl einer Mitschuld an der Tat. Beides schützt die Täter, die zum Teil mit Belohnungen, zum Teil mit Drohungen agieren und bei Konfrontation ihr Handeln herunterspielen. 
Der Regisseur Georg Lembergh wird nur an ganz wenigen Stellen hör- oder sichtbar und überlässt den Raum ansonsten seinen Protagonistinnen. Nur an wenigen Stellen kommen weitere Personen vor, etwa in der Begegnung von Manuela und dem ehemaligen Rektor ihrer Schule oder von Nicola und dem mit ihr befreundeten Journalisten, mit dem sie die Sache ins Rollen gebracht hatte. 

## Produktion

### Filmstab
Regie führte Georg Lembergh, der auch der Autor ist und die Kamera führte. Die Musik komponierte Walter Werzowa, für den Filmschnitt war Christin Gottscheber verantwortlich. Für den Ton war Stefano Bernardi zuständig.

### Produktion und Förderungen
Produziert wurde der Film von Wilfried Gufler, Produktionsfirma war Albolina Film. Förderung kam von der IDM Südtirol - Alto Adige und dem Amt für Film und Medien – Autonome Provinz Bozen.
Der englische Titel ist Don't Breathe a Word.

### Dreharbeiten und Veröffentlichung
Gedreht wurde vom 5. April 2021 bis zum 31. Mai 2022 in Südtirol, Nordtirol und Wien.
Der Film feierte im November 2024 seine Premiere in Bozen, im Mai 2025 folgte beim DOK.fest München 2025 die deutsche Premiere in der Wettbewerbsreihe Empowered.

## Auszeichnungen und Nominierungen
- 2025: DOK.fest München 2025 Nominierung für den VIKTORIA DOK.deutsch Wettbewerb